# (7397) 1986 QS
A (7397) 1986 QS a Naprendszer kisbolygóövében található aszteroida. Henri Debehogne fedezte fel 1986. augusztus 26-án.